# 5603 Rausudake
5603 Rausudake este o planetă minoră (asteroid), cu un diametru de 45,677 km, din centura de asteroizi. A fost descoperită pe 5 februarie 1992 la Kitami Observatory⁠(d) de Kin Endate și a fost numită după Mount Rausu⁠(d). 
Obiectul prezintă o orbită caracterizată de o semiaxă mare de 3,9783561 UAi, o excentricitate de 0,06, o înclinație de 4,37432 ° în raport cu ecliptica.